# Ґурґаонське метро
Ґурґаонське метро (англ. Rapid MetroRail Gurgaon Limited; гінді रैपिड मेट्रो रेल गुड़गांव, Raipiḍ Mēţrō Rēl Guḍ.agāṃv) — система лінії швидкого місткого транспорту у індійському місті Ґурґаон, штат Хар'яна. Відкрита 14 листопада 2013 року. 
Тривагонні потяги Ґурґаонського метро живляться від третьої рейки. Метро розпочинає роботу о 06:05 і завершує о 00:20. Інтервал між поїздами — 4 хвилини.

## Історія
Система стала першою в Індії приватною системою метро та другою системою із частковою участю приватного капіталу, після Гайдарабадського метро. 
Контракт на будівництво, загальною вартістю 9 млрд. рупій (185 млн доларів США) був підписаний в червні 2009 року, будівництво планувалося завершити за 30 місяців. 
Перший камень був закладений 11 липня 2009 року. За попереднім планом, лінію мав будувати та керувати консорціум будівничої компанії DLF Universal, що володіє більшою частиною землі, яку обслуговуватиме лінія, і Infrastructure Leasing Financial Services (ILFS), головного акціонера.
Терміни відкриття лінії неодноразово переносилися. У 2013 році за сприянням компанії Cyber City будівництво значно прискорилося, що дозволило восени цього року відкрити рух на першій черзі метрополітену.
Незважаючи на статус приватного, Ґурґаонське метро інтегроване у систему Делійського метро і використовує спільну систему сплати за проїзд.
31 березня 2017 року відкрилася друга черга лінії з 5 станцій.

## Станції
- Сікандерпур (англ. Sikanderpur). Пересадка на поїзди Делійського метро
- Фаза 2 (англ. DLF Phase 2)
- Водафон Бельведер Тауерс (англ. Vodafone Belvedere Towers)
- Індусінд Банк Сайбер Сіті (англ. Indusind Bank Cyber City) — відкрита 7 травня 2014
- Мікромакс Мулсарі Авеню (англ. Micromax Moulsari Avenue)
- Фаза 3 (англ. DLF Phase 3)